# A New Day… Live in Las Vegas
A New Day… Live in Las Vegas — первый англоязычный концертный альбом канадской певицы Селин Дион, выпущенный 14 июня 2004 года на лейбле Epic Records. На альбоме содержатся записи с шоу «A New Day…», проходившего в театре Сизарс-пэлас в Лас-Вегасе. Альбом вошёл в первую десятку чартов Канады, Бельгии, Франции и США, а также получил в золотую сертификацию от RIAA.

## Об альбоме
В альбом вошло 13 концертных выступлений и две ранее не изданных студийных песни «You and I» и «Ain’t Gonna Look the Other Way». Во французской версии альбома присутствует бонус-трек «Contre nature». Также альбом выпускался с бонусным DVD, содержащим 45-минутный документальный фильм под названием «One Year… One Heart».
На альбоме содержится пять концертных песен, которые ранее не издавались на других альбомах певицы: «Fever», «I’ve Got the World on a String», «I Wish», «If I Could» и «What A Wonderful World». Студийные версии последних двух песен были включены в её следующий альбом Miracle.
Первоначально осенью 2004 года планировалось выпустить видеоальбом A New Day… Live in Las Vegas, однако релиз был отложен из-за внесения изменений и улучшений в шоу с начала его съёмок. 7 декабря 2007 был наконец выпущен видеоальбом Live in Las Vegas: A New Day…, запись которого прошла 17-21 января 2007 года. Двухдисковое издание, помимо самого концерта, содержит дополнительно три эксклюзивных документальных фильма. В данное издание не попали номера «Nature Boy», «At Last», «Fever», «Et je t’aime encore» и «What A Wonderful World».

## Коммерческий приём
Альбом достиг первой десятки во многих странах, в том числе занял первое место в Греции и Квебеке, второе в Канаде, четвёртое в Валлонии, седьмое во Фландрии, девятое во Франции и десятое в США. A New Day… Live in Las Vegas разошелся тиражом 530 000 экземпляров в США и был сертифицирован RIAA как золотой. Он также получил серебряную сертификацию в Великобритании.

## Критический приём
| Оценки критиков | Оценки критиков |
| Источник        | Оценка          |
| --------------- | --------------- |
| AllMusic        | [ 11 ]          |

Альбом был встречен положительными отзывами критиков. Роб Тикстон для AllMusic написал: «этот альбом наводит на мысль, что Селин - один из самых мощных артистов в жанре современной музыки для взрослых». По его словам, Дион «одинаково комфортно чувствует себя как в энергичных номерах, наполненных фирменной её вокальной акробатикой, так и в спокойных и мечтательных». Также он отметил, что «такого стандарта, какой представлен в альбоме, стремятся достичь большинство вокалистов. Это идеальный сувенир для тех, кто созерцал эту магию собственными ушами и глазами».

## Награды и номинации
в 2005 году A New Day… Live in Las Vegas был номинирован на квебекскую премию «Феликс» в категории «Лучший англоязычный альбом года».

## Список композиций
| №                   | Название                                            | Автор(ы)                           | {{{extra_column}}}        | Длительность |
| ------------------- | --------------------------------------------------- | ---------------------------------- | ------------------------- | ------------ |
| 1.                  | «Nature Boy»                                        | Иден Ахбез                         | Клод "Мего" Лемэй         | 4:13         |
| 2.                  | «It's All Coming Back to Me Now»                    | Джим Стейнман                      | Лемэй                     | 3:37         |
| 3.                  | «Because You Loved Me»                              | Дайан Уоррен                       | Лемэй                     | 2:28         |
| 4.                  | «I'm Alive»                                         | Кристиан Лундин, Андреас Карлссон  | Лемэй                     | 4:15         |
| 5.                  | «If I Could»                                        | Рон Миллер, Кен Хирш, Марти Шэррон | Лемэй                     | 5:15         |
| 6.                  | «At Last»                                           | Марк Гордон, Гарри Уоррен          | Лемэй                     | 3:30         |
| 7.                  | «Fever»                                             | Отис Блэквелл, Эдди Кули           | Лемэй                     | 2:53         |
| 8.                  | «I’ve Got the World on a String»                    | Тед Колер, Гарольд Арлен           | Лемэй                     | 2:23         |
| 9.                  | «Et je t'aime encore»                               | Жан-Жак Гольдман, Джей Каплер      | Лемэй                     | 4:42         |
| 10.                 | «I Wish»                                            | Стиви Уандер                       | Лемэй                     | 4:13         |
| 11.                 | «I Drove All Night»                                 | Билли Стейнберг, Том Келли         | Лемэй                     | 4:48         |
| 12.                 | «My Heart Will Go On»                               | Джеймс Хорнер, Уилл Дженнингс      | Лемэй                     | 5:24         |
| 13.                 | «What a Wonderful World»                            | Джордж Дэвид Вайс, Боб Тиль        | Лемэй                     | 4:45         |
| 14.                 | «You and I» (Studio recording)                      | Альдо Нова, Жак Дюваль             | Нова Пир Астром           | 4:05         |
| 15.                 | «Ain't Gonna Look the Other Way» (Studio recording) | Трейси Экерман, Андерс Багге       | Багге Астром Вито Люпрано | 4:25         |
| Общая длительность: | Общая длительность:                                 | Общая длительность:                | Общая длительность:       | 58:56        |

| №   | Название                           | Автор(ы)     | Продюсер(ы) | Длительность |
| --- | ---------------------------------- | ------------ | ----------- | ------------ |
| 16. | «Contre nature» (Studio recording) | Жак Венерузо | Эрик Бензи  | 4:09         |

| №  | Название              | {{{extra_column}}} | Длительность |
| -- | --------------------- | ------------------ | ------------ |
| 1. | «One Year… One Heart» | Скотт Флойд Лочмус | 45:00        |

## Чарты
| Чарты (2004)                                         | Пиковая позиция |
| ---------------------------------------------------- | --------------- |
| Австралия (ARIA)                                     | 69              |
| Австрия (Ö3 Austria)                                 | 21              |
| Бельгия/Фландрия (Ultratop)                          | 7               |
| Бельгия/Валлония (Ultratop)                          | 4               |
| Канада (Canadian Albums Chart)                       | 2               |
| Дания (Hitlisten)                                    | 32              |
| Нидерланды (Album Top 100)                           | 12              |
| Европейский союз (Billboard European Top 100 Albums) | 18              |
| Финляндия (Suomen virallinen lista)                  | 13              |
| Франция (SNEP)                                       | 9               |
| Германия (Offizielle Top 100)                        | 20              |
| Греция (IFPI)                                        | 1               |
| Венгрия (MAHASZ)                                     | 86              |
| Италия (Classifica album)                            | 30              |
| Португалия (AFP)                                     | 12              |
| Квебек (ADISQ)                                       | 1               |
| Шотландия (Scottish Albums Chart)                    | 19              |
| Испания (PROMUSICAE)                                 | 58              |
| Швейцария (Schweizer Hitparade)                      | 13              |
| Великобритания (UK Albums Chart)                     | 22              |
| США (Billboard 200)                                  | 10              |

## Сертификации и продажи
| Регион                                                      | Сертификация | Продажи |
| ----------------------------------------------------------- | ------------ | ------- |
| Франция                                                     | —            | 33 700  |
| Греция (IFPI Greece)                                        | Золотой      | 10 000^ |
| Великобритания (BPI)                                        | Серебряный   | 60 000^ |
| США (RIAA)                                                  | Золотой      | 530 000 |
| ^ Данные о тиражах приведены только на основе сертификации. |              |         |